# Битва при Киркуке (1733)
Битва при Киркуке, также известная как битва при Ак-Дербенте — последний бой Месопотамской кампании Надир-шаха, в котором он отомстил османскому генералу Топал Осман-паше за поражение в битве при Самарре. Хотя битва закончилась сокрушительным поражением осман, персы они были вынуждены покинуть Ирак из-за растущего восстания на юге Персии во главе с Мухаммад-ханом Белуджем, что лишило Надир-шаха стратегических преимуществ от этой великой победы — захвата Багдада.

## Предыстория

### Последствия битвы при Самарре
Поражение Надира в битве при Самарре не только стоило персам 30,000 жертв, но и сохранило Багдад в руках турок. Потеря столь большого числа опытных бойцов и артиллерии не могли быть легко преодолены, и первой задачей Надира стало восстановление морального духа своих солдат, которые до этого момента считали себя непобедимыми, и не без оснований, поскольку Надир до того не проиграл ни одного сражения. Собрав своих офицеров, Надир-шах начал с признания своих ошибок: «… [Надер] напомнил им о прошлых жертвах и отваге погибших солдат и обещал им, что сотрет память об их недавнем поражении».
На юге Персии в это время вспыхнуло восстание под руководством Мохаммад-хана Белуджа, который собрал значительную массу недовольными вокруг себя и стал договариваться с местных арабскими племенами. Но Надир-шах решил сначала рассчитаться с Топал-пашой, а затем уже разгромить восстание Мохаммад-хана.

### Восстановление персидской армии
Необходимость реванша была обусловлена не только самолюбием Надир-шаха, но и тем, что поражение при Самарре создало плодородную почвой для разрастания внутреннего недовольства. Надир немедленно занялся восстановлением обескровленной армии и всего за 40 дней собрал огромное количество ресурсов со всей страны (на 140000 вьючных лошадей, мулов и верблюдов) и 50000 новобранцев. Эти усилия по воссозданию армии обернулись страданиями жителей страны, особенно на западе страны, которые были обложены непомерными налогами. Собрав жесточайшими мерами 200000 туманов, Надир распределил эти деньги среди офицеров, повысив их готовность к грядущей борьбе. В разговоре с придворными он заявил: «Вы знаете, почему они говорят обо мне с такой ненавистью? Потому что я не дам ни минуты мира или спокойствия стране. Я буду осквернять и уничтожать все, потому что я не человек, но гнев Божий, посланный бичевать человечество». Такие заявления дают четкое представление о нарциссической личности Надира в сочетании с почти психопатией. Это было те черты, которые сделали его безжалостным гением войны, которым восхищались современники и восхищаются историки до сих пор.
Были проведены реформы в пехотном строю: пехоту Надир теперь делил на три основных компонента. Стрелки jazāyerchi, оснащенные лучшими доспехами и мушкетами, стояли впереди. Пока они перезаряжали оружие, из задних рядов вели огонь мушкетеры qarachurlu. Наконец, вооруженные мечами и копьями пехотинцы piyadegan обеспечивали возможность стремительной атаки в пешем строю. Эти реформы структурировали персидскую пехоту, превратив её в смертоносную силу, которая может подстраиваться под конкретные обстоятельства боя.
Топал-паша также стремится восполнить свои потери. Он направил в Стамбул запрос с требованием прислать подкрепления, а также найти ему на замену более молодого генерала (Топал-паше было примерно 70 лет в то время). В итоге ему удалось собрать армию из 100000 солдат.

## Битва

### Начальная фаза
Разведчики Надира сообщили ему о 12000 турецкой армии, двигавшейся через долину Ак-Дербент. Топал-паша отправил этот контингент во главе с Мемиш-пашой как авангард своей основной армии. Надир также отправил авангард во главе с Хаджибек-ханом, чтобы заманить Мемиш-пашу в засаду и поставить под удар главной персидской армии. После преследования Хаджибек-хана Мемиш-паша двинулся прямо засаду Надира, где турок ожидали 15000 солдат противника с двух флангов. В итоге Мемиш-паша, к тому времени уже отправивший Топал-паше весть о том, что он разгромил персидские войска, и просивший о дополнительных войсках для преследования, теперь лежал на поле боя среди мертвых.
Один из выживших турок указал персам путь к двигавшейся всего в 5 км армии Топал-паши. Топал-паша, почувствовав грозящую опасность, приказал солдатам остановиться и начал развертывание своих людей. По мере того, как персидская армия приближалась к противнику, Надир выстроил свою пехоту в линию и послал её вперед, чтобы атаковать янычар. Как только армии сблизились на расстояние выстрела, началась перестрелка, длившаяся два часа.

### Заключительная фаза
Персидские jazāyerchi два часа отвлекали внимание турецких стрелков. В это время Надир инициировал фланговый удар: 15000 всадников Хаджибек-хана обошли правый фланг турок, после чего Надир послал в бой ещё 15000 всадников для обхода турок слева, взяв их в клещи.
Османы оказались зажаты в центре пошедшими с саблями наголо в атаку jazāyerchi и персидской кавалерией с флангов. По мере того как янычары стали сдавать позиции, jazayerchi начали стрелять им в спину. Ситуация стала настолько тяжелой, что Топал-паша признал свою печальную судьбу и сел на коня, чтобы присоединиться к своим людям в последнем бою. Топал-паша, очевидно, решил умереть вместе со своими людьми, а не бежать, спасая свою жизнь. Старый генерал был прострелен дважды, прежде чем он упал с коня. Персидский кавалерист отрубил ему голову и доставил её Надир-шаху.
Битва закончилась 20000 османских потерь и потерей турками всей артиллерии и большой части обоза. Удовлетворившись реваншем, Надир-шах приказал воссоединить голову Топал-паши с телом и направить в Багдад с почестями, где он должен был быть похоронен.

## Последствия
Надир надеялся начать новую осаду Багдада и стал готовить базу для его захвата, а также для кампании на Кавказе. Шокированный поражением Топал-паши и смертью Ахмад-паши Стамбул начал переговоры о сдаче территорий в обмен на мир. Тебриз уже был эвакуирован османами в период после битвы при Киркуке. Однако планам Надира помешало восстание Мохаммад-хана, превращавшееся во все более серьезную угрозу. Это лишило Надира всех потенциальных стратегических плодов его победы, и вместо захвата Багдада он был вынужден собрать свои войска и идти обратно вглубь империи, чтобы подавить восстание Мохаммад-хана.
Во многих отношениях победителем в Месопотамской кампании стал Топал-паша, спасший Багдад от падения благодаря своей сокрушительной победе в битве при Самарре. Хотя он впоследствии и потерпел поражение и был убит при Киркуке, Надир не смог развить свой успех.